# 新井田川
新井田川（にいだがわ）は、岩手県から青森県を流れる二級河川。新井田川水系の本流である。流路延長78.1km、流域面積585.4km2は、青森県の南部地方で特に八戸市を流れる河川である。

## 地理
新井田川の源流は、岩手県久慈市地先の多々良山（たたらやま）と、平庭峠（ひらにわとうげ）の二箇所である。新井田川は岩手県内では、瀬月内川（せつきないがわ）と雪谷川（ゆきやがわ）の二本の支流で構成されており、青森県境の手前の地点で合流して新井田川となる。かつての大規模な河川改修以前は、八戸市で馬淵川に合流していた。新井田川の上流に位置する八戸市世増地区には世増ダムがある。

## 主な橋梁
- 八戸大橋
- 湊橋 - 県道1号線
- 新湊橋
- 新井田川橋梁 - JR 八戸線
- 柳橋
- 塩入橋
- 新井田大橋 - 国道45号線
- 招運橋
- 新井田中央大橋 - 県道29号線
- 新井田橋 - 県道251号線
- 長館橋 - 県道11号線
- （人道橋）
- 新井田川橋 - 八戸久慈自動車道
- 是川橋
- 風張橋
- 妻ノ神橋 - 県道139号線
- 鷹ノ巣橋
- 新巻橋
- （東北建材私道橋）
- 巻橋
- 長瀬橋
- 島守橋 - 県道138号線
- 馬場橋 - 県道42号線
- 赤穂土橋
- 荒谷橋
- （世増ダム）
- 新世増橋
- 新水吉橋
- 長倉大橋

## 流域の自治体
青森県
八戸市
岩手県
九戸郡軽米町

## 生物
- 2019年9月4日には、マグロとみられる魚が泳ぐ姿が目撃された[1]。